# Instinto religioso
Muchos psicólogos intentaron explicar a la religión postulando que el hombre tenía un "instinto religioso". Para estos autores la religión es innata, no aprendida y tiene un origen biológico. Le Bon (1903) le llamó "sentimiento religioso"; y algunos como Trotter (1919) lo incluyeron en el "instinto gregario". Mc Dougall (1909) percibió la religión como el desarrollo del instinto de curiosidad, miedo y sujeción, más la suma de 3 emociones: admiración, asombro y reverencia.
Hoy en día el término instinto en un sentido biológico para definir el componente religioso del hombre ha caído en descrédito. Sin embargo, puede decirse que no ha desaparecido como clave de interpretación del fenómeno religioso. Cuando ciertos pensadores -como Fromm- postulan que el ser humano tiene una implícita "necesidad" de creer, o una "necesidad" de búsqueda del sentido, o la "necesidad" de búsqueda de la verdad última de las cosas, están planteando, de alguna manera, que hay un componente básico no aprendido en el ser humano, que tiene que ver con las preguntas radicales, cuyas respuestas últimas apelan a un dios (un poder, una fuerza, un padre o madre) al cual se está supeditado o del cual se forma parte, como su fundamento.
- Datos: Q5641750